# Эмоллиент
Эмолент, эмолиент, эмоллиент (от англ. emollient) — смесь сложных химических веществ, которые оказывают смягчающий и увлажняющий эффект на кожу. Эмоленты относятся к одному из классов увлажняющих средств для кожи.

## Состав эмолентов
В состав эмолентов входят:
1. основа (в зависимости от показаний — липофильная (натуральные масла или воски, компоненты синтетического минерального масла) и (или) гидрофильная (вода, увлажняющее средство, гель), добавки;
2. увлажняющее средство — в зависимости от возраста и показаний может отличаться. Средства с мочевиной применяются начиная с 3-летнего возраста; у детей до 3 лет возможно применение глицерина (у младенцев и детей средства с мочевиной часто вызывают покалывание или жжение);
3. эмульгаторы для стабилизации фаз масла и воды, если необходимо;
4. консерванты, если необходимо.

## Свойства
Эмоленты увлажняют кожу и предотвращают потерю влаги благодаря окклюзионным свойствам (к примеру, вазелин) или привлекая и удерживая воду благодаря гигроскопичности (коллаген, гиалуроновая кислота и другие высокомолекулярные вещества). Средства с гидрофильной базой (например, содержащие 5–10 % мочевины) вполне доступны и могут использоваться в зависимости от типа и локализации воспаления (особенно на участках сухой и очень сухой кожи), а также в зависимости от возраста (препараты с мочевиной не используют у детей младше 3 лет).

## Классификация
| Тип                                      | Описание |
| ---------------------------------------- | --- |
| Эмоленты в виде кремов и мазей/бальзамов | Созданы, чтобы оставаться на коже. Крем впитывается в кожу быстрее, чем мазь. |
| Эмоленты заменители мыла                 | Содержат ингредиенты с очень легкими эмульгаторами. Используются вместо мыла и других детергентов.                                                                                             |
| Эмоленты-масла для ванн, полурастворимые | Содержат масла и эмульгаторы, которые помогают растворить масло в воде. Такое сочетание оказывает мягкое очищающее действие. Рекомендуется наносить на кожу аккуратными массажными движениями. |
| Эмоленты-масла для ванн, нерастворимые   | Содержат масла без эмульгатора. Масло формирует слой на поверхности воды, который распределяется на коже при выходе из воды.                                                                   |
| Дополнительные эмоленты                  | Некоторые эмоленты могут содержать доРа как противозудные и антисептические компоненты. |

| № | Пример | Действие                                            |
| - | --- | --------------------------------------------------- |
| 1 | Вазелин, парафиновое масло, жирные спирты, гидрофильные полимеры (коллаген, гиалуроновая кислота, полисахаридные гели)                                  | Гигроскопическое и окклюзивное                      |
| 2 | Глицерол, сорбитол, натуральный увлажняющий фактор (NMF), производные пирролидонкарбоновой кислоты, мочевина (5-10 %), молочная кислота, лактат аммония | Восстанавливающее увлажнённость и барьерную функцию |
| 3 | Физиологические липиды: церамиды, холестерол, полиненасыщенные жирные кислоты                                                                           | Восстановление барьерной функции                    |

## Применение
Эмоленты применяют при сухости кожи или при очень сухой экземе рук (или других участков тела). После нанесения эмолента можно надеть перчатки или бандаж. Обычно эмолент при экземе применяется не менее 2-4 раз в день. Кремы обладают более легкой текстурой, легче наносятся, быстрее впитываются, поэтому требуют более частого повторного нанесения. Бальзамы и мази содержат меньше жидкости, остаются на коже дольше и требуют менее частого нанесения, но из-за своей более жирной текстуры не всегда удобны в применении.
Постоянное применение эмолентов позволяет снизить количество обострений экземы, уменьшить применение топических стероидов или другого противовоспалительного лечения.

## Механизм действия
Увлажнение кожи эмолентами достигается за счёт:
- окклюзии: формируется тонкая плёнка на поверхности кожи, что предотвращает потерю влаги;
- восстановления дефектов: наиболее сложный процесс, имеющий целью приблизить повреждённую структуру кожи к нормальной.

## Безопасность и риски
У некоторых людей может быть повышенная чувствительность и (или) контактный дерматит к некоторым компонентам эмолентов.
Для предотвращения бактериальной контаминации рекомендуется использовать одноразовый шпатель (если эмолент набирается из ёмкости). Некоторые производители используют специальный дозатор, который препятствует обратному потоку воздуха и проникновению микроорганизмов внутрь эмолиента.